# Janusz Przedborski
Janusz Ludwik Przedborski (ur. 24 grudnia 1917 w Warszawie, zm. 15 sierpnia 1984 tamże) – podporucznik Armii Krajowej, kawaler Krzyża Srebrnego Orderu Wojennego Virtuti Militari.

## Życiorys
Absolwent Wydziału Prawa na Uniwersytecie Warszawskim i członek 8 Warszawskiej Drużyny Harcerskiej. Wziął udział w kampanii wrześniowej. Od jesieni 1939 w konspiracji, początkowo w „Szarych Szeregach”, następnie w Armii Krajowej. Uczestnik powstania warszawskiego. Służył w Plutonie Osłonowym 300 dowództwa Obwodu Wola („Waligóra”) AK, a po zranieniu jego dowódcy (ppor. Stefana Mrozowskiego ps. „Pik”) objął, będąc w stopniu plutonowego podchorążego, dowodzenie nad tym plutonem. Następnie dowodził I plutonem w 3 kompanii „Wolskiej” Zgrupowania „Leśnik” i drużyną w batalionie „Czata”. Walczył między innymi na Powązkach i Muranowie. Odznaczony Krzyżem Srebrnym Orderu Virtuti Militari na mocy rozkazu dowódcy Armii Krajowej z 9 września 1944. Po upadku powstania jeniec oflagu VII A Murnau.
Po wyzwoleniu z oflagu powrócił do Polski i pracował w Wydziale Zagranicznym Głównej Kwatery Związku Harcerstwa Polskiego oraz w Najwyższej Izbie Kontroli. Żonaty z Hanną z domu Walewską (1925-2005). Zmarł w Warszawie i spoczywa razem z żoną na tamtejszym cmentarzu Powązkowskim (kwatera: 299, rząd: 6, miejsce: 24).

## Odznaczenia
- Krzyż Srebrny Orderu Wojennego Virtuti Militari